# Haïti Progrès

Haïti Progrès est un journal haïtien diffusé à la fois en Haïti, à New York (États-Unis) et au Québec (Canada).
Haïti Progrès est un journal hebdomadaire fondé en 1983. Ce journal d'information générale met l'accent sur les nouvelles concernant Haïti. 
Il est publié à Brooklyn (New York), ville dans laquelle se trouve la rédaction en chef. Le journal possède également des bureaux rédactionnels notamment à Port-au-Prince, la capitale haïtienne. 
Son édition principale est en français, mais il publie également en anglais, en espagnol et en créole haïtien. 
Sa diffusion couvre non seulement Haïti, mais également les lieux dans lesquels vivent d'importantes communautés haïtiennes : New York, la Floride, la ville de Québec, Montréal.